# Бухгофен
Бухгофен (нім. Buchhofen) — громада в Німеччині, знаходиться в землі Баварія. Підпорядковується адміністративному округу Нижня Баварія. Входить до складу району Деггендорф. Складова частина об'єднання громад Мос.
Площа — 15,71 км2. Населення становить 917 ос. (станом на 31 грудня 2020).